# Sikörgrunden
Sikörgrunden (zandplaat bij Sikören) is een Zweeds eiland / zandbank behorend tot de Lule-archipel. Het eiland is een van de meest noordelijk en oostelijk gelegen eilanden van de archipel. Het heeft geen vaste oeververbinding. Er is geen bebouwing aanwezig. De naam verwijst naar het vroegere eiland Sikören, dat is inmiddels vergroeid met Bockön.